# رينيه ديك (لاعب كرة قدم)
رينيه ديك (8 يونيو 1945 بسويسرا - ) هو لاعب كرة قدم سويسري في مركز حراسة المرمى. شارك مع منتخب سويسرا لكرة القدم. أما مع النوادي، فقد لعب مع نادي باوك ونادي شتوتغارت ونادي غراسهوبر زيوريخ ونادي فينترتور وFC Wettingen ‏.

## وصلات خارجية
- رينيه ديك على موقع قاعدة بيانات كرة القدم.إي يو (الإنجليزية)
- رينيه ديك على موقع بيانات كرة القدم. دي إي (الألمانية)
- رينيه ديك على موقع ناشيونال فوتبول تيمز (الإنجليزية)
- رينيه ديك على موقع عالم كرة القدم.نت (الإنجليزية)